# Ройш, Фридрих
Иоганн Фридрих Ройш (нем. Johann Friedrich Reusch; 5 сентября 1843, Зиген, Германия — 15 октября 1906, Агридженто, Италия) — немецкий скульптор, профессор и первый преподаватель класса скульптуры в Кёнигсбергской академии художеств (с 1881 года).

## Биография
Фридрих Ройш был сыном резчика по дереву и первоначальные навыки получил в мастерской отца. Проявив интерес к искусству, в 1863 году поехал в Берлин, где до 1867 года учился в Академии художеств и до 1872 года работал в мастерской Альберта Вольфа над памятником Фридриха-Вильгельма III и рельефом для триумфальной колонны. В 1872 году за успешную работу был направлен в Италию, проживал в Риме до 1874 года. Создал ателье в Берлине. В 1881 году приглашён в Кёнигсберг, преподавал в Академии художеств. Многочисленные работы патриотического характера способствовали росту его популярности в Германской империи.
В 1906 году умер во время путешествия по Сицилии. Похоронен в родном городе.

## Творчество
Последователь традиций Рауха, Фридрих Ройш — автор многих известных скульптур, подавляющая часть его произведений была создана для Кёнигсберга. После возвращения из Италии в 1874 году Ройш выполнил ряд монументальных работ, среди которых:
- Военный мемориал в его родном городе Зигене (1877),
- Мраморная группа на Альянсплац в Берлине (1879),
- Группа «Психея, усмиряющая Цербера»,
- Амур со шлемом Марса (мрамор),
- Победа Амура над Геркулесом (мрамор),
- Тритон на Дельфине,
- Злой дух (1880) и несколько бюстов (в том числе Фридриху Вильгельму Бесселю).

Приехав в 1881 году в Кёнигсбергскую академию художеств, выполнил несколько бюстов и декоративных фигур для памятников знаменитого астронома Бесселя и профессора медицины Якобсона. В числе его лучших работ бронзовые памятники герцогу Альбрехту (1891) и кайзеру Вильгельму I (1894), стоявшие по разные стороны замка, канцлеру Отто Бисмарку (1901), знаменитая скульптура молодого крестьянина «Немецкий Михель» (1904, в 1924 году установлена у башни Врангеля).
Все эти работы пережили Вторую мировую войну (памятник Бисмарку, стоявший на площади перед Кёнигсбергским замком, был серьёзно поврежден осколками снарядов), но были направлены на переплавку советскими властями. Перед юбилеем города (2005 год) памятник герцогу Альбрехту был воссоздан и на прежнем постаменте установлен у Кафедрального собора.
Фридрих Ройш также выполнил памятники кайзеру Вильгельму I для Зигена (1892), Мюнстера (1897) и Дуйсбурга (1898).

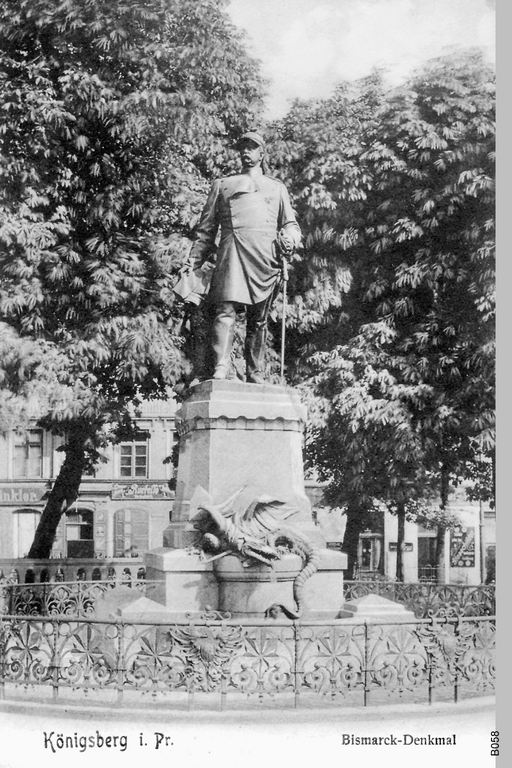
Памятник Отто Бисмарку в Кёнигсберге, 1901, довоенное фото
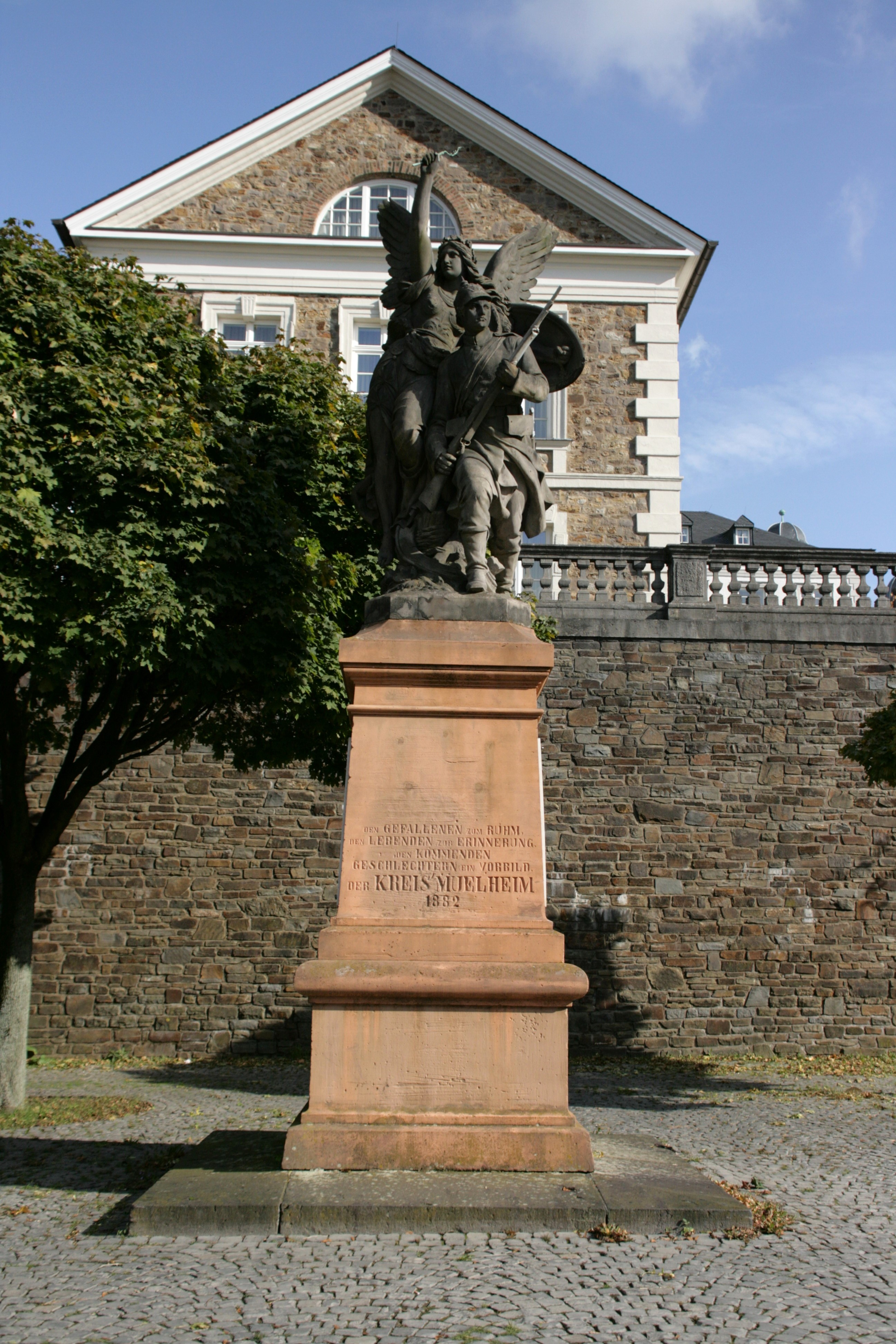
Kriegerdenkmal in Bensberg (1881)
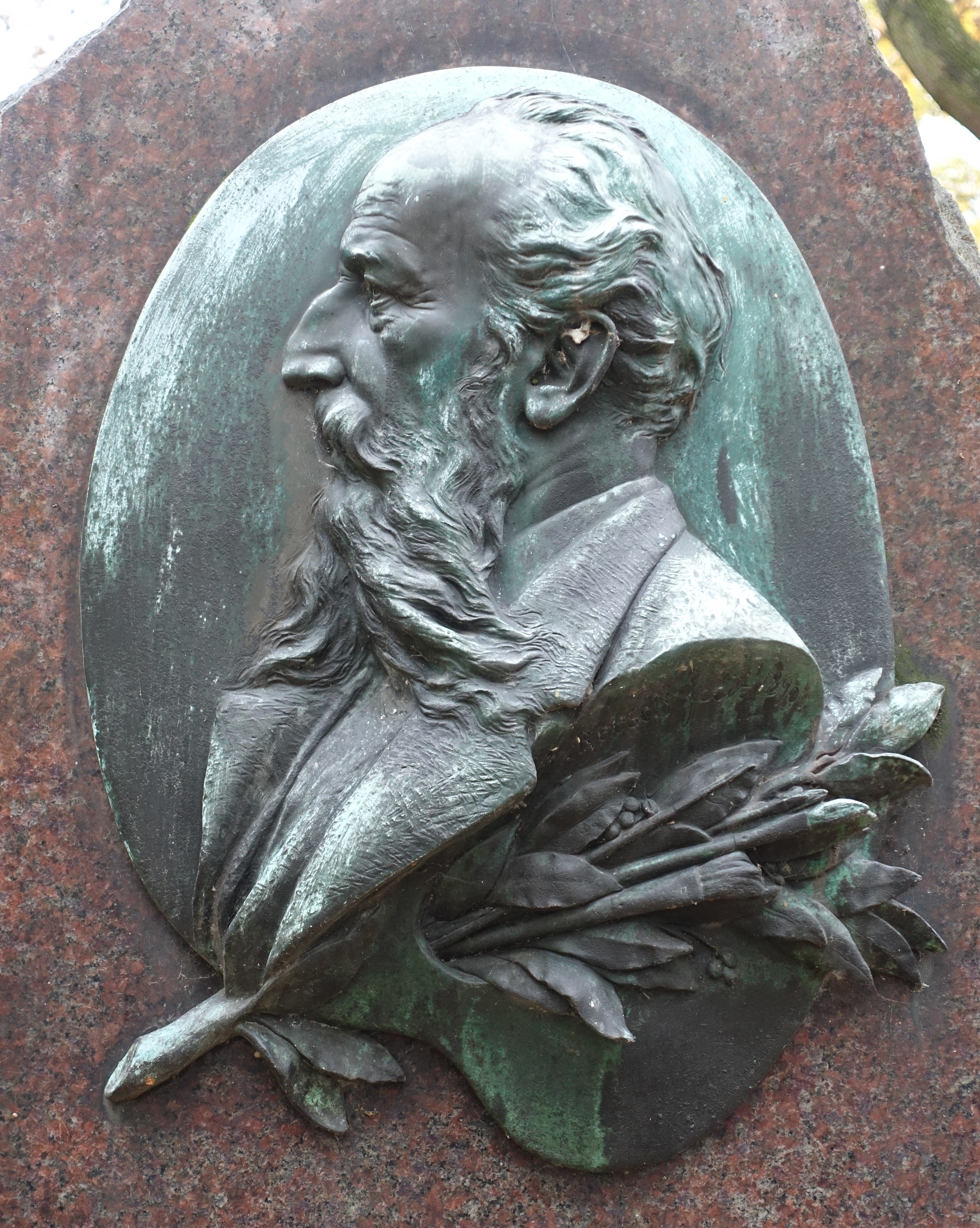
Porträtmedaillon auf dem Grabstein von Carl Steffeck (1890)
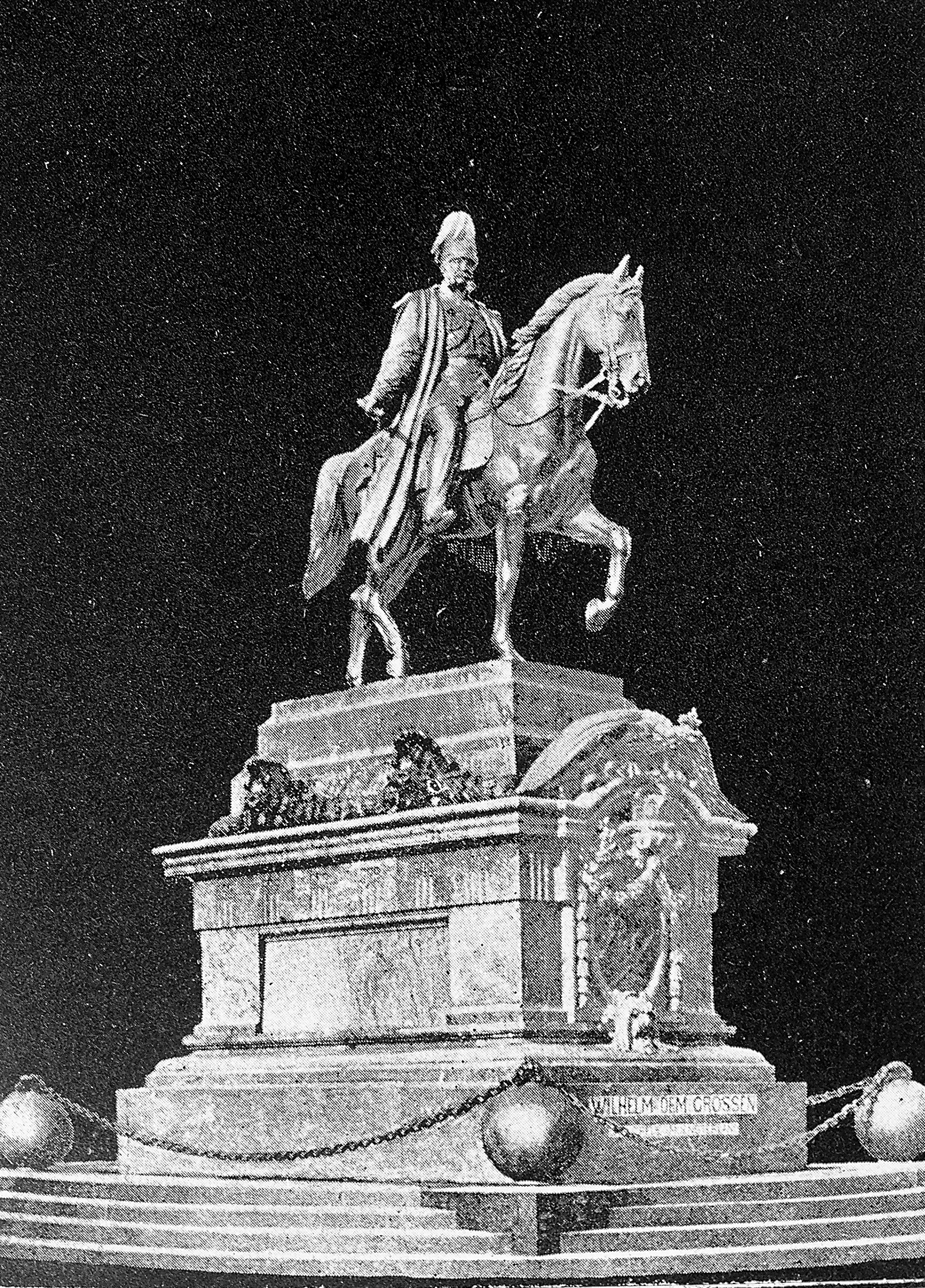
Kaiser-Wilhelm-Denkmal in Münster (1897)
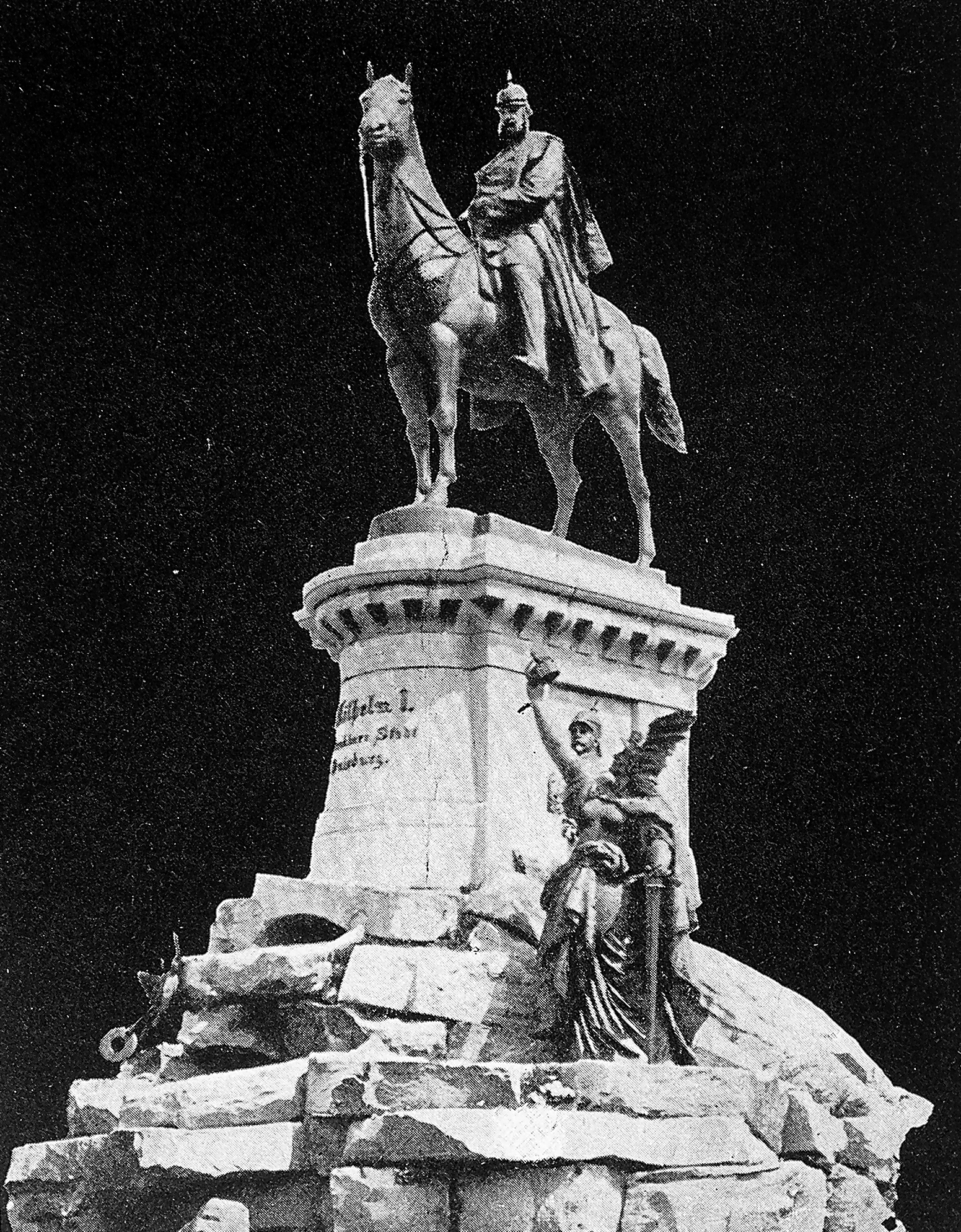
Kaiser-Wilhelm-Denkmal in Duisburg (1898)
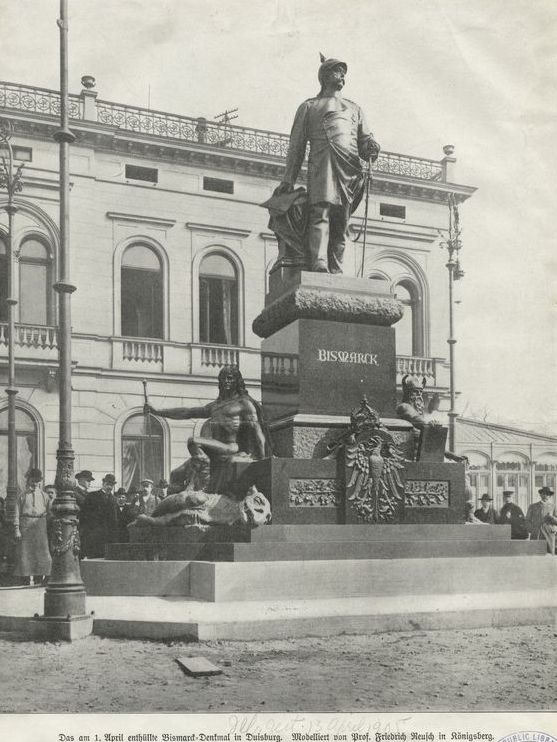
Bismarck-Denkmal in Duisburg (1905)
Скульптура «Немецкий Михель», 1904, Кёнигсберг